# Ida Elisabeth
Ida Elisabeth é um romance da escritora norueguesa e ganhadora do Prêmio Nobel de Literatura de 1928, Sigrid Undset. Foi publicado originalmente em 1932, sendo a escritora já consagrada mundialmente  O romance possui grande apelo cristão católico, como a maioria das obras literárias da autora após sua conversão ao catolicismo durante a década de 20.

## Trama
Ambientado na década de 1930, Ida Elisabeth, a personagem título, é mulher batalhadora, mãe de dois filhos e que faz tudo ao seu alcance para manter o lar unido, sustentando aos filhos e ao marido, com que casou ainda na adolescência, numa tentativa de resgatar sua reputação. Após a infidelidade de Frithjof, seu companheiro, Ida busca o divórcio, mas é assombrada por seu passado conjugal, além de entrar em conflito com o forte compromisso religioso que mantém consigo e com Deus. 